# Стебниця
Сте́бниця (колишня назва Єкатерингоф) — село в Україні, у Житомирському районі Житомирської області. Входить до складу Хорошівської селищної громади. Населення становить 54 особи.

## Історія
На мапі 1911—1912 років населений пункт позначений як колонія Стебниця з 27 дворами.

## Населення
За даними перепису 2001 року населення села становило 54 особи, з них 98,15 % зазначили рідною українську мову, а 1,85 % — російську.

## Відомі люди
- Стебницький Ієронім Іванович — географ-топограф, член-кореспондент Петербурзької Академії наук та керував топографічними експедиціями в Закавказзі, Середній Азії, Османській імперії та Персії.